# Peter Osgood
Peter Leslie Osgood (Windsor, 20 de fevereiro de 1947 – Slough, 1 de março de 2006) foi um futebolista inglês. Foi integrante da seleção inglesa na Copa do Mundo de 1970.
Nascido em Windsor, Osgood teve grande sucesso durante sua primeira passagem pelo Chelsea, Osgood se tornando um grande ídolo da torcida na época, obtendo seu maior momento na temporada 1969-70, quando marcou 23 vezes em 38 partidas no campeonato, sendo consagrada com a conquista da Copa da Inglaterra sobre o Leeds United, após empate na primeira partida por 2 x 2 e vitória na segunda por 2 x 1, tendo Peter marcado o tento de empate da segunda.
Na temporada seguinte, acabaria se tornando herói do clube novamente, quando marcou nas duas partidas contra o Real Madrid na final da Recopa Europeia da UEFA. A primeira terminaria empata em 1 x 1 e, a segunda, com vitória inglesa por 2 x 1, tendo Osgood marcado o primeiro tento da partida novamente. Apesar do grande desempenho que teve durante o torneio europeu, acabaria não conseguindo repetir o mesmo no cenário nacional, tendo marcado apenas cinco vezes em 27 partidas.
Na temporada seguinte ao título, voltaria a ter grande sucesso no cenário nacional, quando marcou dezoito vezes em 36 partidas. Também teria sucesso pessoal na Recopa, tendo terminado como artilheiro do torneio com oito tentos. Disputaria mais uma temporada completa pelo clube, onde marcaria onze vezes em 38 partidas. Acabaria deixando o clube após disputar 21 partidas e marcar oito vezes durante a temporada 1973-74, quando se transferiu para o Southampton, disputando mais dez partidas no restante da temporada e marcando apenas uma vez.
Mesmo com a chegada de Osgood, o clube acabaria sendo rebaixado e, em sua primeira temporada disputando a segunda divisão, Osgood marcaria treze vezes em quarenta partidas. Acabaria não conseguindo o acesso, mas na temporada seguinte, mesmo sem o acesso novamente, acabaria sendo premiada com o título da Copa da Inglaterra sobre o Manchester United por 1 x 0, onde Peter esteve presente durante toda a partida, mas acabaria não sendo seu o tento do título. No nacional, Peter marcaria apenas seis vezes em 33 partidas.
Iniciaria mais uma temporada no Southampton, marcando apenas cinco vezes em trinta partidas, mas acabaria terminando a temporada emprestado ao Norwich City, onde disputaria apenas três partidas, não marcando nenhuma vez. Retornaria ao Southampton para disputar mais uma temporada, mas novamente com desempenho abaixo do esperado, marcando apenas três vezes em treze partidas, acabaria deixando o clube rumo ao futebol estadunidense, indo defender o Philadelphia Fury.
Nos Estados Unidos, acabaria permanecendo apenas uma temporada, marcando apenas uma vez em 22 partidas. Retornaria à Inglaterra para o Chelsea, onde permaneceria mais duas temporadas, mas disputando poucas partidas (nove na primeira, com dois tentos marcados e, apenas uma na segunda, sendo sua despedida do futebol profissional). Ao todo, marcaria 150 vezes em 380 partidas pelo clube que mais se identificou. Ainda pelo clube, mas em sua primeira passagem, conseguiria suas únicas oportunidades na Seleção, a qual defendeu em quatro ocasiões, tento estado no elenco da Copa do Mundo de 1970, onde esteve em campo nas vitórias sobre Romênia e Tchecoslováquia, ambas por 1 x 0.

## Títulos
Chelsea
- Copa da Inglaterra: 1970
- Recopa Europeia da UEFA: 1971

Southampton
- Copa da Inglaterra: 1976